# Percy Florence Shelley
Percy Florence Shelley (12 novembre 1819 – 5 décembre 1889) est le fils de Percy Bysshe Shelley et Mary Shelley. Il est également le seul petit-enfant de Mary Wollstonecraft. Son second prénom, Florence, vient de son lieu de naissance à Florence en Italie.